# Copa Colombia 2018
Die Copa Colombia 2018, nach einem Sponsor auch Copa Águila genannt, ist eine Austragung des kolumbianischen Pokalwettbewerbs im Fußball der Herren. Am Pokalwettbewerb nehmen alle Mannschaften der Categoría Primera A und der Categoría Primera B teil. Vorjahressieger ist Junior. Der Pokalwettbewerb begann am 21. Februar und endete mit dem Rückspiel des Finales in Medellín am 1. November 201 .
Pokalsieger wurde zum vierten Mal Atlético Nacional, das sich im Finale gegen Once Caldas durchsetzte und durch diesen Titel Rekordpokalsieger wurde.

## Modus
Der Modus verändert sich im Vergleich zum Vorjahr. Die Copa Colombia wird in drei Phasen ausgetragen. An der ersten Phase nehmen nur die 16 Zweitligisten teil, von denen sich vier Vereine für die zweite Runde qualifizieren. In der zweiten Phase ermitteln diese vier Vereine sowie die zwölf Vereine der ersten Liga, die 2018 an keinem internationalen Wettbewerb teilnehmen, acht Teilnehmer an der dritten Phase. Direkt für die dritte Phase qualifiziert sind die acht Vereine, die 2018 an einem internationalen Wettbewerb teilnehmen (Atlético Nacional, Millonarios FC, Independiente Santa Fe, Junior, Deportivo Cali, América de Cali, Jaguares de Córdoba und Independiente Medellín). Die dritte Phase wird im K.-o.-System mit Hin- und Rückspielen gespielt. Der Sieger der Copa Colombia ist direkt für die Copa Libertadores 2019 qualifiziert. Wenn der Sieger bereits über die Liga qualifiziert ist, übernimmt die beste noch nicht für die Libertadores qualifizierte Mannschaft der Gesamttabelle der Liga den Startplatz.

## Teilnehmer
Die folgenden Vereine nehmen an der Copa Colombia 2018 teil.
| Categoría Primera A    | Categoría Primera B   |
| ---------------------- | --------------------- |
| Alianza Petrolera      | Atlético FC           |
| América de Cali        | Barranquilla FC       |
| Atlético Bucaramanga   | Bogotá FC             |
| Atlético Huila         | Cortuluá              |
| Atlético Nacional      | Cúcuta Deportivo      |
| Boyacá Chicó           | Deportes Quindío      |
| Deportes Tolima        | Deportivo Pereira     |
| Deportivo Cali         | Fortaleza FC          |
| Deportivo Pasto        | Llaneros FC           |
| Envigado FC            | Orsomarso SC          |
| Independiente Medellín | Real Cartagena        |
| Independiente Santa Fe | Real Santander        |
| Jaguares de Córdoba    | Unión Magdalena       |
| Junior                 | Universitario Popayán |
| La Equidad             | Tigres FC             |
| Leones FC              | Valledupar FC         |
| Millonarios            |                       |
| Once Caldas            |                       |
| Patriotas Boyacá       |                       |
| Rionegro Águilas       |                       |

## 1. Runde
An der ersten Runde nahmen die 16 Mannschaften teil, die 2018 in der zweiten Liga spielen. Die 1. Runde wurde am 24. Januar 2018 ausgelost. Gesetzt waren die besten acht Mannschaften der Gesamttabelle der Categoría Primera B 2017, die nicht aufgestiegen waren und denen die schlechtesten sechs Mannschaften der Gesamttabelle der Vorsaison sowie die beiden Absteiger aus der Categoría Primera A 2017 zugelost wurden. Die gesetzten Mannschaften hatten im Rückspiel Heimrecht. Die Hinspiele wurden zwischen dem 21. Februar und dem 10. März und die Rückspiele am 13. und 14. März 2018 ausgetragen.
|                       | Gesamt          |                   | Hinspiel | Rückspiel |
| --------------------- | --------------- | ----------------- | -------- | --------- |
| Atlético FC           | 0:2             | Cúcuta Deportivo  | 0:1      | 0:1       |
| Fortaleza FC          | 3:4             | Deportivo Pereira | 3:1      | 0:3       |
| Bogotá FC             | 1:4             | Deportes Quindío  | 1:1      | 0:3       |
| Unión Magdalena       | 1:1 (5:6 i. E.) | Llaneros FC       | 0:0      | 1:1       |
| Tigres FC             | 0:1             | Barranquilla FC   | 0:0      | 0:1       |
| Universitario Popayán | 1:0             | Orsomarso SC      | 1:0      | 0:0       |
| Cortuluá              | 3:1             | Real Santander    | 2:1      | 1:0       |
| Valledupar FC         | 2:3             | Real Cartagena    | 1:2      | 1:1       |

## 2. Runde
An der zweiten Runde nehmen die acht Sieger der ersten Runde teil. Die jeweilige Mannschaft, die in der ersten Runde mehr Punkte erzielt hat, hat im Rückspiel Heimrecht. Die Hinspiele fanden zwischen dem 28. März und dem 12. April und die Rückspiele fanden zwischen dem 11. und 26. April 2018 statt.
|                       | Gesamt |                  | Hinspiel | Rückspiel |
| --------------------- | ------ | ---------------- | -------- | --------- |
| Real Cartagena        | 1:3    | Cúcuta Deportivo | 0:1      | 1:2       |
| Deportivo Pereira     | 4:1    | Cortuluá         | 4:0      | 0:1       |
| Universitario Popayán | 2:3    | Deportes Quindío | 1:3      | 1:0       |
| Llaneros FC           | 1:3    | Barranquilla FC  | 0:1      | 1:2       |

## 3. Runde
An der dritten Runde nehmen die vier Sieger der dritten Runde sowie die zwölf Mannschaften der Categoría Primera A 2018, die nicht an internationalen Wettbewerben teilnehmen, teil. Den vier bestplatzierten Mannschaften der Gesamttabelle der Categoría Primera A 2017 und den vier Siegern der zweiten Runde wurden die acht übrigen Mannschaften anhand des Platzes in der Gesamttabelle 2017 zugeteilt. Die Hinspiele fanden zwischen dem 2. und dem 9. Mai 2018 und die Rückspiele zwischen dem 9. und dem 16. Mai 2018 statt.
|                   | Gesamt          |                      | Hinspiel | Rückspiel |
| ----------------- | --------------- | -------------------- | -------- | --------- |
| Boyacá Chicó FC   | 4:3             | Cúcuta Deportivo     | 2:1      | 2:2       |
| Leones FC         | 3:3 (4:2 i. E.) | Deportivo Pereira    | 0:1      | 3:2       |
| Rionegro Águilas  | 0:1             | Deportes Quindío     | 0:1      | 0:0       |
| Once Caldas       | 4:1             | Barranquilla FC      | 2:0      | 2:1       |
| Envigado FC       | 2:1             | Deportivo Pasto      | 0:0      | 2:1       |
| Patriotas Boyacá  | 1:1 (4:3 i. E.) | Deportes Tolima      | 1:1      | 0:0       |
| Alianza Petrolera | 1:1 (4:5 i. E.) | La Equidad           | 1:1      | 0:0       |
| Atlético Huila    | 3:4             | Atlético Bucaramanga | 1:0      | 2:4       |

## Achtelfinale
Die acht Sieger der dritten Runde wurden den acht kolumbianischen Teilnehmern an internationalen Wettbewerben im Jahr 2018 zugelost.
Heimrecht im Rückspiel hatten die acht Sieger der dritten Runde. Die Hinspiele fanden zwischen dem 15. und dem 22. August und die Rückspiele zwischen dem 21. und 30. August 2018 statt.
|                        | Gesamt          |                      | Hinspiel | Rückspiel |
| ---------------------- | --------------- | -------------------- | -------- | --------- |
| Millonarios FC         | 4:0             | Boyacá Chicó FC      | 2:0      | 2:0       |
| América de Cali        | 2:2 (3:4 i. E.) | Leones FC            | 2:0      | 0:2       |
| Junior                 | 4:1             | Deportes Quindío     | 1:0      | 3:1       |
| Independiente Medellín | 1:3             | Once Caldas          | 0:1      | 1:2       |
| Independiente Santa Fe | 3:2             | Envigado FC          | 1:0      | 2:2       |
| Atlético Nacional      | 2:0             | Patriotas Boyacá     | 1:0      | 1:0       |
| Deportivo Cali         | 0:3             | La Equidad           | 0:2      | 0:1       |
| Jaguares de Córdoba    | 2:2 (6:5 i. E.) | Atlético Bucaramanga | 2:1      | 0:1       |

## Viertelfinale
Heimrecht im Rückspiel hatte jeweils die Mannschaft, die 2018 mehr Punkte erzielt hat. Die Hinspiele fanden am 12. und 13. und die Rückspiele am 19. und 26. September 2018 statt.
|                        | Gesamt          |                | Hinspiel | Rückspiel |
| ---------------------- | --------------- | -------------- | -------- | --------- |
| Jaguares de Córdoba    | 1:1 (1:3 i. E.) | Millonarios FC | 0:0      | 1:1       |
| Leones FC              | 3:3 (4:2 i. E.) | La Equidad     | 0:0      | 3:3       |
| Atlético Nacional      | 1:0             | Junior         | 1:0      | 0:0       |
| Independiente Santa Fe | 1:1 (5:6 i. E.) | Once Caldas    | 1:1      | 0:0       |

## Halbfinale
Heimrecht im Rückspiel hat jeweils die Mannschaft, die 2018 mehr Punkte erzielt hat. Die Hinspiele fanden am 3. und 5. und die Rückspiele am 11. und 12. Oktober 2018 statt.
|             | Gesamt |                   | Hinspiel | Rückspiel |
| ----------- | ------ | ----------------- | -------- | --------- |
| Once Caldas | 2:1    | Millonarios FC    | 1:0      | 1:1       |
| Leones FC   | 1:4    | Atlético Nacional | 0:1      | 1:3       |

## Finale
Heimrecht im Rückspiel hat die Mannschaft, die 2018 mehr Punkte erzielt hat. Das Hinspiel fand am 24. Oktober und das Rückspiel am 1. November statt.
|             | Gesamt |                   | Hinspiel | Rückspiel |
| ----------- | ------ | ----------------- | -------- | --------- |
| Once Caldas | 3:4    | Atlético Nacional | 2:2      | 1:2       |

### Hinspiel
| Paarung           | Once Caldas – Atlético Nacional |
| Ergebnis          | 2:2 (1:1) |
| Datum             | 24. Oktober 2018 um 19:00 Uhr (UTC-5) |
| Stadion           | Estadio Palogrande, Manizales |
| Schiedsrichter    | Carlos Betancur (Valle del Cauca) |
| Tore              | 0:1 Aldo Leão Ramírez (32.) 1:1 Ricardo Steer (41.) 2:1 Ricardo Steer (48.) 2:2 Aldo Leão Ramírez (78.) |
| Once Caldas       | José Cuadrado, David Gómez, Diego Peralta, Andrés Correa, Edwin Velasco, Diego Arias, Juan David Rodríguez (80. Mauricio Restrepo), Juan Pablo Nieto, Johan Carbonero (45. Marcelino Carreazo), Ricardo Steer, David Lemos (81. César Amaya) Cheftrainer: Hubert Bodhert         |
| Atlético Nacional | Christian Vargas, Helibelton Palacios, Felipe Aguilar, Alexis Henríquez, Deiver Machado, Jorman Campuzano, Gonzalo Castellani, Aldo Leão Ramírez, Yerson Candelo (75. Reinaldo Lenis), Vladimir Hernández, Carlos Rivas (89. Daniel Bocanegra) Cheftrainer: Hernán Darío Herrera |
| Gelbe Karten      | Diego Peralta, Juan David Rodríguez, Ricardo Steer, Mauricio Restrepo – Jorman Campuzano, Felipe Aguilar |
| Platzverweise     | keine – Helibelton Palacios |

### Rückspiel
| Paarung           | Atlético Nacional – Once Caldas |
| Ergebnis          | 2:1 (1:0) |
| Datum             | 1. November 2018 |
| Stadion           | Estadio Atanasio Girardot, Medellín |
| Schiedsrichter    | Mario Herrera (Meta) |
| Tore              | 1:0 Vladimir Hernández (45.+2') 1:1 Johan Carbonero (75.) 2:1 Daniel Bocanegra (90.) |
| Atlético Nacional | Christian Vargas, Daniel Bocanegra, Felipe Aguilar, Alexis Henríquez, Deiver Machado, Jorman Campuzano, Gonzalo Castellani (71. Yerson Candelo), Aldo Leão Ramírez (90. Raúl Loaiza), Jeison Lucumí, Vladimir Hernández, Carlos Rivas (85. Omar Duarte) Cheftrainer: Hernán Darío Herrera |
| Once Caldas       | José Cuadrado, David Gómez, Diego Peralta, Andrés Correa, Edwin Velasco, Diego Arias, Juan David Rodríguez, Juan Pablo Nieto, César Amaya (62. Ray Vanegas), Ricardo Steer, David Lemos (31. Johan Carbonero) Cheftrainer: Hubert Bodhert                                                 |
| Gelbe Karten      | Jorman Campuzano, Vladimir Hernández – Edwin Velasco, José Cuadrado, Andrés Correa, Johan Carbonero, David Gómez, Ricardo Steer |

## Torschützenliste
Bei gleicher Anzahl von Treffern sind die Spieler alphabetisch geordnet.
| Pl.   | Spieler        | Mannschaft           | Tore |
| ----- | -------------- | -------------------- | ---- |
| 1.    | David Lemos    | Once Caldas          | 3    |
| 1.    | Antony Otero   | Leones FC            | 3    |
| 1.    | Michael Rangel | Atlético Bucaramanga | 3    |
| 1.    | Ricardo Steer  | Once Caldas          | 3    |
| 5.    | 22 Spieler     |                      | 2    |
| [ 6 ] |                |                      |      |